# Aberfoyle
Aberfoyle (gael. Obar Phuill) – wieś w Szkocji, w hrabstwie Stirling, położone nad rzeką Forth, 10 km na południowy wschód od jeziora Loch Katrine i 43 km na północny zachód od Glasgow. 
Wieś jest jednym z miejsc akcji powieści Rob Roy Waltera Scotta. Popularny kierunek letnich wycieczek mieszkańców Glasgow.